# Акопов Степан Акопович
Степа́н Ако́пович Ако́пов (14 грудня 1899, місто Тифліс, Російська імперія — 9 серпня 1958, місто Москва, СРСР) — радянський діяч, директор Уралмашзаводу, народний комісар середнього машинобудування СРСР, міністр автомобільної і тракторної промисловості СРСР, міністр машинобудування СРСР. Депутат Верховної Ради СРСР 2-го і 4-го скликання.

## Біографія
Народився в родині вірменського торговця. У 1919 році закінчив 1-у Тифліську гімназію.
З 1919 року перебував на підпільній комсомольській роботі в Тифлісі. У 1919—1921 роках — організатор і секретар районного комітету комсомолу (ЛКСМ) Грузії в місті Тифлісі.
Член РКП(б) з жовтня 1919 року.
З березня до жовтня 1921 року — завідувач організаційного відділу Тбіліського міського комітету ЛКСМ Грузії.
У 1921—1922 роках — відповідальний секретар Тбіліського міського комітету ЛКСМ Грузії.
У 1922—1924 роках — студент Московського вищого технічного училища (Московського механіко-машинобудівного інституту).
У січні 1924—1926 роках — інструктор, у 1926—1927 роках — заступник завідувача організаційно-розподільного відділу Бауманського районного комітету РКП(б) міста Москви.
У 1927—1928 роках — завідувач організаційно-розподільного відділу Звенигородського повітового комітету ВКП(б) Московської губернії.
У 1928—1931 роках — студент Московського механіко-машинобудівного інституту імені Баумана.
У 1931—1932 роках — інженер, у 1932 році — начальник цеху, в 1932—1934 роках — завідувач виробничого відділу, в 1934—1936 роках — заступник та технічний директор Подольського крекінго-електровозобудівного заводу Московської області. З 1935 до 1936 року перебував у службовому відрядженні в США.
У 1936—1937 роках — директор Подольського крекінго-електровозобудівного заводу Московської області.
У 1937—1939 роках — директор Уральського заводу важкого машинобудування (Уралмашзаводу) міста Свердловська.
У лютому 1939 — травні 1940 року — заступник народного комісара важкого машинобудування СРСР. У травні — жовтні 1940 року — 1-й заступник народного комісара важкого машинобудування СРСР.
У жовтні 1940 — 11 вересня 1941 року — 1-й заступник народного комісара середнього машинобудування СРСР.
11 вересня 1941 — 17 лютого 1946 року — народний комісар середнього машинобудування СРСР.
17 лютого 1946 — 23 серпня 1947 року — народний комісар (міністр) автомобільної промисловості СРСР.
23 серпня 1947 — 18 квітня 1950 року — міністр автомобільної і тракторної промисловості СРСР.
У квітні 1950 — 15 березня 1953 року — заступник міністра сільськогосподарського машинобудування СРСР — начальник Головного управління комбайнової промисловості Міністерства сільськогосподарського машинобудування СРСР.
15 березня — 8 серпня 1953 року — 1-й заступник міністра машинобудування СРСР.
8 серпня 1953 — 19 квітня 1954 року — міністр машинобудування СРСР.
19 квітня 1954 — 23 липня 1955 року — міністр автомобільного, тракторного і сільськогосподарського машинобудування  СРСР.
З липня 1955 року — персональний пенсіонер у місті Москві.
Помер 9 серпня 1958 року. Похований на Новодівочому цвинтарі Москви.

## Нагороди
- три ордени Леніна (24.12.1949)
- орден Кутузова I ст. (15.05.1945)
- орден Трудового Червоного Прапора
- орден Червоної Зірки
- медалі